# Edward Grochowicz
Edward Grochowicz (ur. 21 maja 1939 w Warszawie, zm. 8 marca 2014) – polski fotograf.

## Życiorys
Absolwent Technikum Fotochemicznego w Warszawie. W 1961 roku został członkiem Grupy Twórczej „Stodoła 60” (od 1964 roku „Grupa ST-60”). Wieloletni wiceprezes Związku Polskich Artystów Fotografików. Przewodniczący kolegium rzeczoznawców w Urzędzie m. st. Warszawy. Przewodniczący Kolegium Odwoławczego przy Ministerstwie Kultury i Sztuki, członek Rady Programowej i Komisji Stypendialnej w Ministerstwie Kultury i Sztuki, współzałożyciel i członek Fundacji Kultury Polskiej.
Brał udział w ponad 200 wystawach krajowych i międzynarodowych, m.in. II Międzynarodowa Wystawa Fotografii (Warszawa 1961), „Fotografowie poszukujący” (Warszawa 1971), Ogólnopolska Wystawa Fotografii X Biennale Krajobrazu Polskiego (Kielce 1987). Wielokrotnie nagradzany, m.in. Medalem „Za zasługi dla rozwoju fotografii polskiej" (1981), Medalem 150-lecia Fotografii (1989). Otrzymał odznakę Zasłużony Działacz Kultury. Wyróżniony przez Międzynarodową Federację Sztuki Fotograficznej honorowymi tytułami: Artiste FIAP (AFIAP) oraz Excellence FIAP (EFIAP).
Fotografie Edwarda Grochowicza znajdują się w Archiwum Ośrodka KARTA